# 急診室故事
急診室故事（英語：The story in ER）是東方衛視與恆頓傳媒聯合製作的中華人民共和國首部醫療急救紀實節目，節目每集長度為半小時。第一季和第二季拍攝地點位於上海市第六人民醫院的急诊室。第一季於2014年12月26日開播。第二季於2015年10月22日播出。急診室故事第一季獲得第二十一屆白玉蘭獎最佳系列紀錄片獎。